# 300-talet

## Övergripande historia

### Romarriket och kristendomen
Den första delen av 300-talet i Romarriket präglades av Konstantin den store inflytande som romersk kejsare från år 306 till sin död år 337. Konstantin den store är känd för att ha tillåtit kristendomen i romarriket, men även för att ha låtit flytta imperiets huvudstad från Rom till Byzantikon (som han lät döpa om till Konstantinopel och i modern tid döpts om till Istanbul).

### Östasien
I Kina tvingades Jin-dynastin på reträtt i början av seklet efter ett uppror från sexton kungadömen. Jin-dynastin upprättade efter detta den så kallade östra Jin-dynastin.

## Händelser
- Kristendomen blir accepterad i det Romerska riket
- År 395 – Romerska riket delas upp i Västromerska riket och Östromerska riket, det senare ofta kallat Bysantinska riket.
- Klosterrörelsen uppstår i Egypten
- Stockholmspapyrusen (Papyrus graecus Holmiensis) nedtecknas.

## Födda
- 18 april 359 – Gratianus, kejsare av Rom.

## Avlidna
- 23 april 303 – Sankt Göran, helgon inom romersk-katolska kyrkan, anglikanska kyrkan, östortodoxa kyrkan, de orientaliskt ortodoxa kyrkorna och de katolska östkyrkorna.
- 304 – Lucia, helgon inom romersk-katolska och ortodoxa kyrkan.